# Visionsliteratur

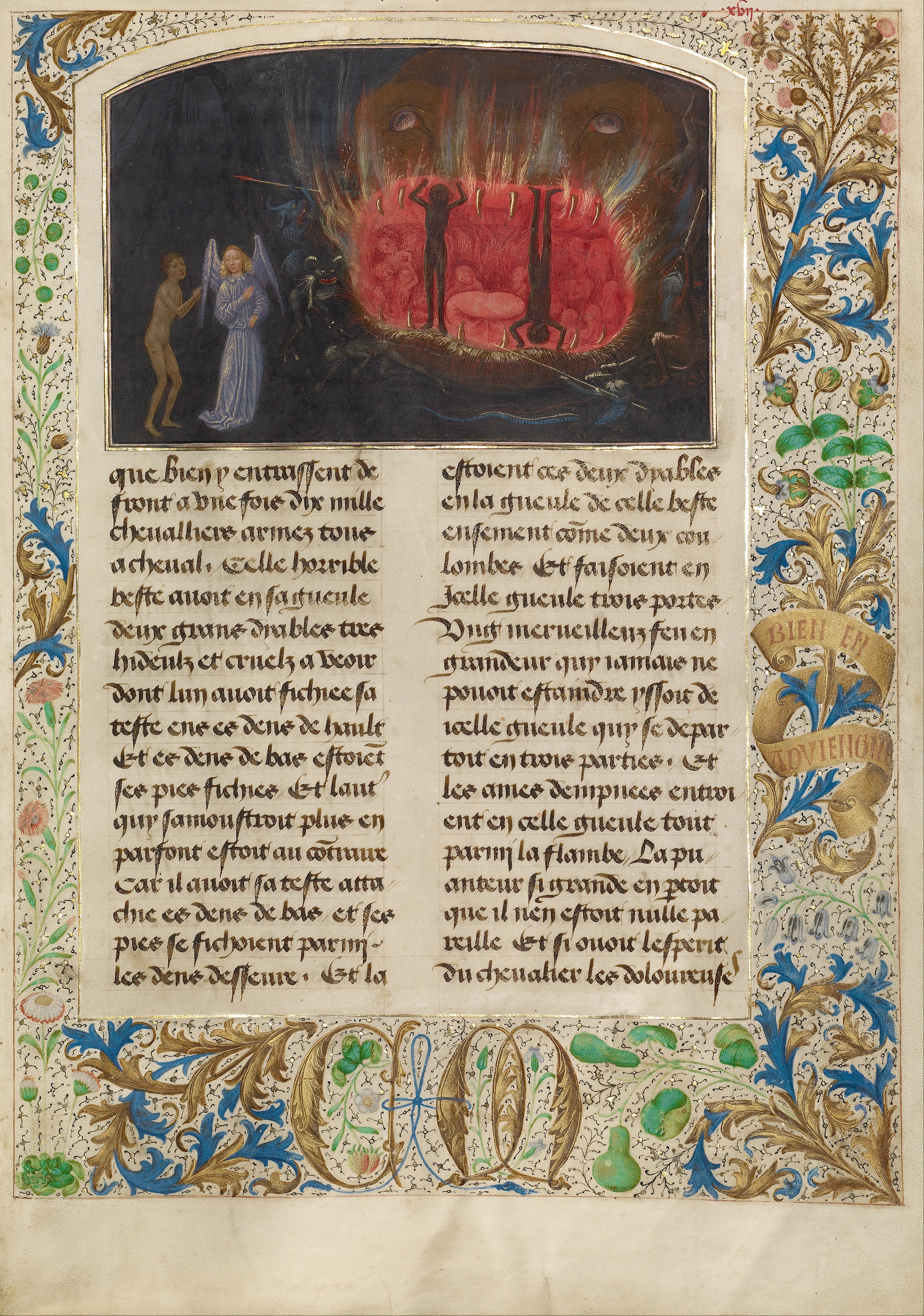
Illustration aus der Visio Tnugdali (Simon Marmion, um 1475)

Die Gattung der Visionsliteratur umfasst zunächst sämtliche schriftlich festgehaltenen visionären Erlebnisse. Diese Erlebnisse können auch nichtreligiös sein. Die entsprechenden Texte fallen zugleich auch immer mit anderen Literaturgattungen zusammen, je nachdem in welchem Zusammenhang sie niedergeschrieben wurden. So können visionäre Berichte in Autobiographien, Heiligenviten, Briefe, Chroniken oder auch medizinische Berichte eingebunden sein. Dabei lassen sich viele Texte, vor allem solche mit politischem oder literarischen Kontext, nicht eindeutig einem tatsächlichen visionären Erlebnis zuordnen.
Visionsliteratur gehört, neben den Literaturen, in die sie eingebunden sein kann, als Untergattung zu den Bereichen Legendarik und Offenbarungsliteratur.
Die Gattung Legende ist nicht eindeutig festzulegen. Der Begriff wird oft sehr unterschiedlich verwendet, wobei er von der sagenhaften Erzählung im englischen Sprachraum bis hin zur liturgischen Lesung und der spezifischen Heiligenlegende im deutschsprachigen Raum alles umfassen kann. Die Visionsliteratur fällt unter diese Bezeichnung, da die vielfach instrumentalisierten Texte alle Bereiche der Legendarik abdecken.
Die Offenbarungsliteratur umfasst neben Visionsberichten auch Berichte über Auditionen, Erscheinungen und Entrückungen und ist daher als Überbegriff zu verstehen. Ihre literarischen Formen reichen von autobiographischen Visionsniederschriften über oft sorgsam komponierte Offenbarungsbücher und Gnadenviten bis hin zu stilisierten brieflichen Mitteilungen.
Ihre Blüte erlebte die Visionsliteratur im Mittelalter. Niederschriften von Visionen gehören in dieser Epoche zu den beliebtesten Texten, da man sie, neben dem reinen Unterhaltungswert, vielfach instrumentalisieren konnte. So wurden sie zur religiösen Belehrung, zur Ausschmückung von Predigten und auch zur Unterstützung politischer Ziele genutzt. Trotz dieser vielfältigen Verwendungszwecke muss bereits im Mittelalter das Bewusstsein dafür vorhanden gewesen sein, dass es sich um eine eigene Gattung handelt, was die Sammlungen zu diesem Thema belegen.

## Einzelne Traditionen in der Visionsliteratur

### Antike
In der Antike umfasst die Gattung Visionsliteratur nur sehr wenige Texte. Einige sind aus historiographischer Literatur bekannt.
Berichte von Wiederbelebten (Anabioseis) sind schon in der griechischen Antike als eigene Gattung fassbar. Daneben gibt es Berichte von Abstiegen in die Unterwelt (Katabaseis). Diese Texte sind nicht überliefert, sondern nur aus Bemerkungen in anderen antiken Texte bekannt.
Plato berichtet in der Politeia von der Jenseitsfahrt des Pamphyliers Er. Dieser erlebt nach seinem scheinbaren Tod auf dem Schlachtfeld das Totengericht mit Belohnungen und Strafen sowie die Wiedergeburt der Seelen in anderen Körpern. Er erwacht auf dem Scheiterhaufen, auf dem die Gefallenen verbrannt werden sollten. Der Bericht ist stark moralisierend, so dass vermutet wird, dass es sich um eine erfundene Jenseitsfahrt handelt. Weitere Sterbevisonen zeichnete Plutarch auf.

#### Apokalypsen und Apokryphen
In der Zeit zwischen dem 2. Jahrhundert v. Chr. und dem 3. Jahrhundert entstanden viele Texte, die Beschreibungen von Visionen und den im Jenseits geschauten Orten enthalten. Darunter sind auch apokalyptische Texte und Schauungen der Märtyrer. Die katholische Kirche nahm nur die Offenbarung des Johannes in den biblischen Kanon auf. Andere Texte (beispielsweise die Apokalypsen von Sophonias, Esra und Petrus) werden daher als Apokryphen (von griech. apokryhpos= versteckt, heimlich) bezeichnet, sie zirkulierten aber weiter innerhalb der Kirche. Besonders bekannt ist die Visio Sancti Pauli, die fälschlicherweise dem Apostel Paulus zugeschrieben wurde. Diese apokryphen Visionen waren im Mittelalter beliebt und dienten als Vorbilder für spätere Texte.

### Mittelalter

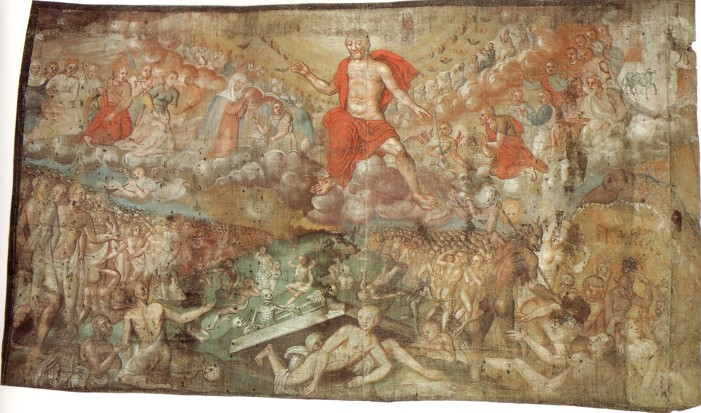
Millstätter Fastentuch (Oswalt Kreusel, 1593)

Mit der Visio Baronti findet die Gattung Eingang ins Mittelalter. Dieser Text ist der erste eigenständige visionäre Text dieser Epoche. Die Vision des Mönchs Barontus soll sich am 25. März 678/679 im Kloster Longoretus (später St-Cyran, Erzbistum Bourges) ereignet haben.
Inhaltlich handeln die Visionen vor dem 12. Jahrhundert überwiegend von Strafen oder Belohnungen, die die Seele im Jenseits erwarten. Die meisten Visionäre dieser Epoche waren Männer, die je nur eine Vision (Einzelvision) erlebten. Dinzelbacher stellt die These auf, dass im Mittelalter wesentlich mehr Visionen erlebt wurden als heute. Das macht er unter anderem an der Quellenlage fest. Neben den Visionsberichten, hinter denen ein tatsächliches Erlebnis vermutet wird, gibt es auch im Mittelalter schon solche, die nur zur Verbreitung von Ideen, unter anderem auch zur Propagierung theologischer Lehren oder politischer Ziele, verfasst wurden.
Zunehmend kommt den Visionären auch eine neue Rolle zu. Da nun vermehrt Personen in Erscheinung treten, die mehrere visionäre Erlebnisse haben, können die Visionäre, da sie ja offensichtlich über eine besondere Verbindung zu Gott zu verfügen scheinen, in religiösen wie weltlichen Belangen Einfluss ausüben. Schließlich wird eine visionäre Begabung für religiös bedeutende Persönlichkeiten nahezu vorausgesetzt. In den Viten heiliger Frauen, die zwischen 1300 und 1700 entstanden sind, finden sich fast immer Berichte über Visionen, Erscheinungen oder Auditionen.

#### Lateinische Literatur
Bis ins 12. Jahrhundert wurden Visionen fast ausschließlich in Latein aufgeschrieben. Das erklärt sich unter anderem daraus, dass Visionäre und Aufzeichnende meist Mönche oder Nonnen waren. Vor allem aber für theologische Aussagen war grundsätzlich nur das Lateinische als lingua sacra (als heilige Sprache) prädestiniert. Es war ein kühnes Unterfangen, motiviert durch die neue Spiritualität der mittelalterlichen Armuts- und Frauenbewegung, als Mechthild von Magdeburg es wagte, ihre Visionen in der Volkssprache niederzuschreiben.

#### Volkssprachliche Literatur
Eine besonders reiche volkssprachliche Literatur bietet das Irische. Im Englischen finden sich mit Übersetzungen der lateinischen Texte von Gregor dem Großen und Beda Venerabilis die ersten volkssprachlichen Texte gegen Ende des 9. Jahrhunderts.
Die ersten deutschen Texte sind Übersetzungen der Visio Sancti Pauli und der Visio Tnugdali, die um 1190 entstanden. Um 1200 wird die Visio Sancti Pauli ins Altnordische übersetzt.
Die volkssprachliche Literatur richtet sich in dieser Epoche hauptsächlich an Kleriker.
Im Spätmittelalter wurden weitere Texte ins Deutsche übertragen. Mit Zusammenstellungen von visionären Texten, auch in Exempel- und Erbauungsbüchern, zeigt die spätmittelalterliche Visionsliteratur auch literarisch Unterschiede zu den bisherigen Texten. Die Verwendung von Allegorien nimmt zu, bis hin zu allegorischen Dichtungen. Ein wichtiges literarisches Beispiel ist die Göttliche Komödie von Dante Alighieri.

#### Mystische Literatur
In der Mystik entwickelte sich eine eigene Gattung innerhalb der deutschen Visionsliteratur.  Mystische Visionen (besonders in Art der sogenannten Erlebnismystik) kamen vor allem seit der zweiten Hälfte des 13. Jahrhunderts auf. Einflussreich war nicht zuletzt das Vorbild Bernhards von Clairvaux. Dabei fällt auf, dass nun zunehmend die Geschlechterverteilung in der Visionsliteratur wechselt. Waren es bis zum 12. Jahrhundert mehr männliche Visionäre, überwiegt in der Mystik die Zahl der von Frauen erlebten Visionen. Darüber hinaus verändert sich auch der Inhalt der Visionen. Die bisher dominierenden Schauungen der jenseitigen himmlischen Regionen und Straforte werden abgelöst durch Begegnungen mit Christus oder Heiligen. Dabei spielen (in der „Passionsmystik“) die Passion Christi (Wundenschau) und (in der sogenannten „Brautmystik“) die Christusminne eine herausragende Rolle.

#### Rückgang des Interesses
Das Interesse an Visionsliteratur geht mit dem Ende des Mittelalters stark zurück. Das hat mehrere Ursachen:
- Reformierte lehnten alles, was nicht wortwörtlich der Bibel entnommen werden konnte, sowie die Heiligenverehrung und deren Viten ab.
- Das fünfte Laterankonzil stellte alle "Privatoffenbarungen" unter die alleinige Kontrolle des Heiligen Stuhls.
- Humanismus und Aufklärung bekämpften alles rational nicht Erklärbare.

### Moderne
Seit den 60er Jahren wird dem Thema unter medizinisch-psychologischen Gesichtspunkten wieder verstärkte Aufmerksamkeit gewidmet. Dabei wird auch von der These ausgegangen, dass die Interpretation des in der Vision Gesehenen etwas über die Kultur des Visionärs aussagt.
Ein bekannter Visionär der Neuzeit war Wladimir Sergejewitsch Solowjow (1853–1900), Religionsphilosoph und Freund Dostojevskijs, der in einer Vision den Auftrag erhielt, in die ägyptische Wüste zu gehen. In neuerer Zeit wurden Therese Neumann wegen ihrer Stigmata und Marthe Robin wegen ihrer Nahrungslosigkeit bekannt.
In der Moderne überwiegt meist die Skepsis gegenüber Visionen.

## Forschungsgeschichte

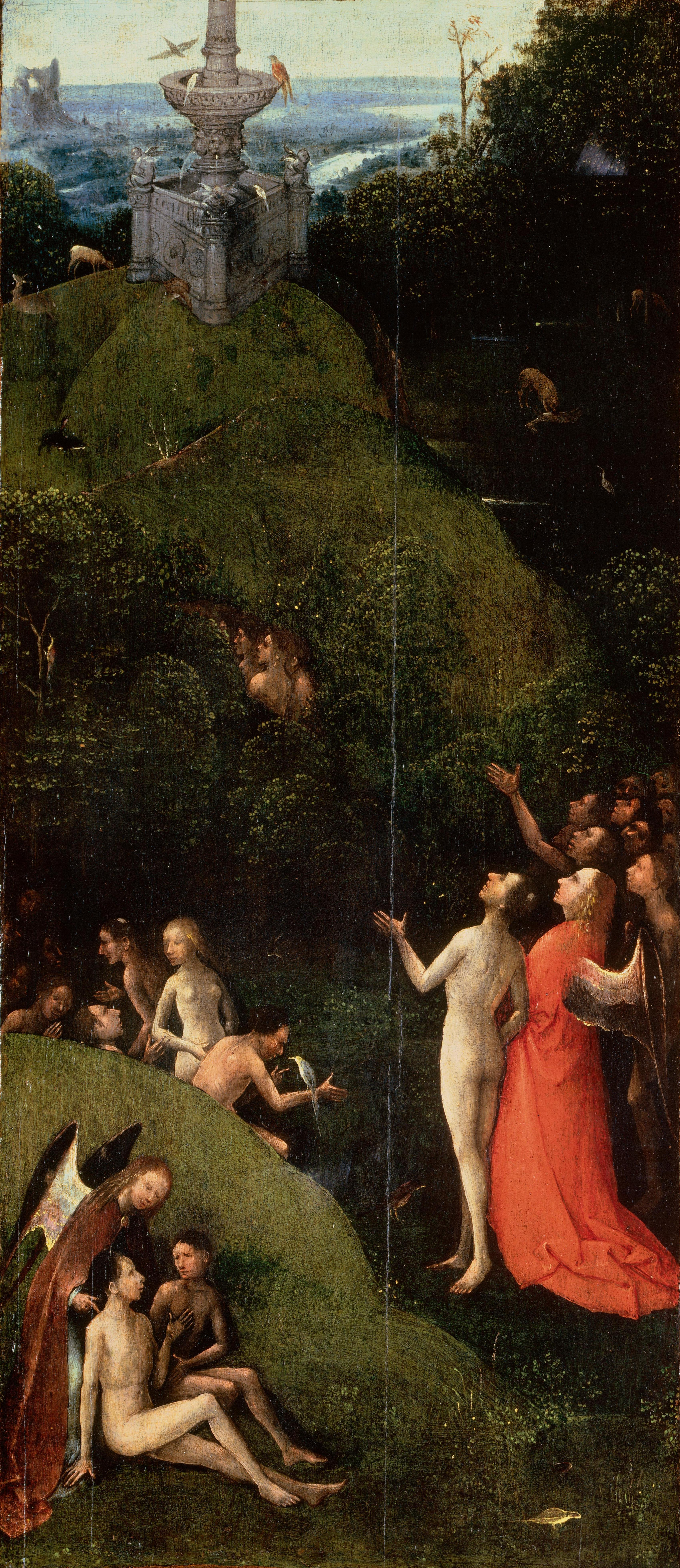
Das irdische Paradies (Hieronymus Bosch, um 1490)

Eine vollständige Zusammenfassung der Visionsliteratur fehlt noch. Insgesamt werden visionäre Texte seltener ediert als andere mittelalterliche Texte. Viele Texte vor allem aus hoch- und spätmittelalterlichen Viten sind nur in barocken Ausgaben wie z. B. den Acta Sanctorum verfügbar. Auch in der Sekundärliteratur herrscht ein Ungleichgewicht. Zum einen gibt es insgesamt weniger Untersuchungen zur Visionsliteratur als zu anderen literarischen Gattungen, zum anderen beziehen sich die Untersuchungen zur Visionsliteratur meist auf die bekannteren Visionen.

## Visionsliteratur und Kunst
In der Kunst sind Darstellungen des Jenseits vor allem im Spätmittelalter sehr beliebt. Die Motive entsprechen weitgehend den Schilderungen der Visionäre, wobei das Geschaute gängigen Topoi folgt. Neben Darstellungen in Kirchen, beispielsweise auf Triptychen, gibt es zahlreiche Buchillustrationen (z. B. Simon Marmion) und Darstellungen der bildenden Kunst (z. B. Hieronymus Bosch und Stefan Lochner).

## Inhalte der Visionen
In den Texten der Visionsliteratur kommen einige Topoi und Zusammenhänge immer wieder vor. Dazu gehören auch die Inhalte, die für die Bezeichnung des Erlebten als Vision als maßgeblich gelten, wie die Entrückung in einen anderen Raum, bzw. durch Raum und Zeit. Dabei muss der geschaute Ort kein jenseitiger (wie Himmel, Hölle etc.) sein, sondern kann auch ein vollkommen irdischer sein.
Aufgrund der Häufigkeit von Topoi in mittelalterlichen Visionsberichten wird oft angenommen, dass es sich um rein literarische Texte handelt, die nicht auf tatsächlichen Erlebnissen, sondern auf antiken Vorbildern fußen. Dagegen kann argumentiert werden, dass viele der Schilderungen auch in heutigen Visionsberichten vorkommen. Dabei fällt auf, dass die heutigen Visionen religiöser Menschen den mittelalterlichen Schauungen ähnlicher sind, als solche, die von nicht religiösen Menschen erlebt wurden. Die mittelalterlichen Berichte weisen eine Detailfülle auf, die von neuzeitlichen Schauungen nicht mehr erreicht wird. Es ist auffällig, dass neuzeitliche Visionen häufig mit sehr abstrakten Begriffen geschildert werden, wohingegen mittelalterliche Beschreibungen sehr plastische Details enthalten können. Dinzelbacher weist aber auch darauf hin, dass die Aufzeichner der Visionen im Mittelalter ihre Texte gern durch Zitate aus Bibel und theologischer Literatur aufgewertet haben. Sicherlich wurde auch das ein oder andere hinzugefügt, was der Seher in seiner Vision offensichtlich "vergessen" hatte oder etwas weg gelassen, was nach ihren Maßstäben nicht wichtig war. Heute wird bei der Aufzeichnung von Nahtoderlebnissen und anderen Visionen meist Wert auf eine möglichst objektive Berichterstattung gelegt.
Eine generelle Struktur lässt sich aber zumindest für viele sogenannte Sterbevisionen festhalten:
- Trennung von Leib und Seele
- Verlassen der irdischen Welt, Übergang meist zwischen dunkel und hell, z. B. durch einen Tunnel
- Eintritt ins Jenseits, das mehrere Bereiche umfasst
- Begegnungen mit Wesen bzw. Personen, die meist in einem besonderen Licht erscheinen
- Rückblick auf das eigene Leben
- Wunsch, im Jenseits bleiben zu dürfen
- Rückkehr in den Körper

Aus medizinisch-psychologischer Sicht ist es nicht ungewöhnlich, dass sich die Inhalte von Visionen über Epochen und Kulturen hinweg ähneln, da sich die körperlichen Voraussetzungen nicht geändert haben. Vielmehr werden die Inhalte unterschiedlich beschreiben und interpretiert. So gleichen sich Schilderungen gläubiger Menschen über Epochen hinweg.

### Geschaute Orte
In mittelalterlichen Visionen werden häufiger Marterstätten (z. B. Hölle, Fegefeuer) als Gnadenorte geschaut. In neuzeitlichen Visionen erscheinen solche Orte selten. Das lässt sich darauf zurückführen, dass in Kunst und Kultur des Mittelalters diese Orte weit präsenter waren, als sie das heute sind. Durch die äußeren Einflüsse entsteht eine Erwartungshaltung, die den Visionär zu einer bestimmten Interpretation des Gesehenen verleitet. In modernen Schilderungen vor allem nichtreligiöser Seher fallen die allgemeine Skepsis und die Abstraktheit des Geschauten auf.

#### Gnadenorte
Das Paradies erscheint in Visionen häufig in Form des heiligen Jerusalem nach der Offenbarung des Johannes. Besonders oft erscheint dieses Paradies in Visionen aus dem 11. und 12. Jahrhundert, aber auch in neuzeitlichen Visionen wurde davon berichtet.

#### Straforte
- Eiswüste Leviathan als seelenfressender Drache

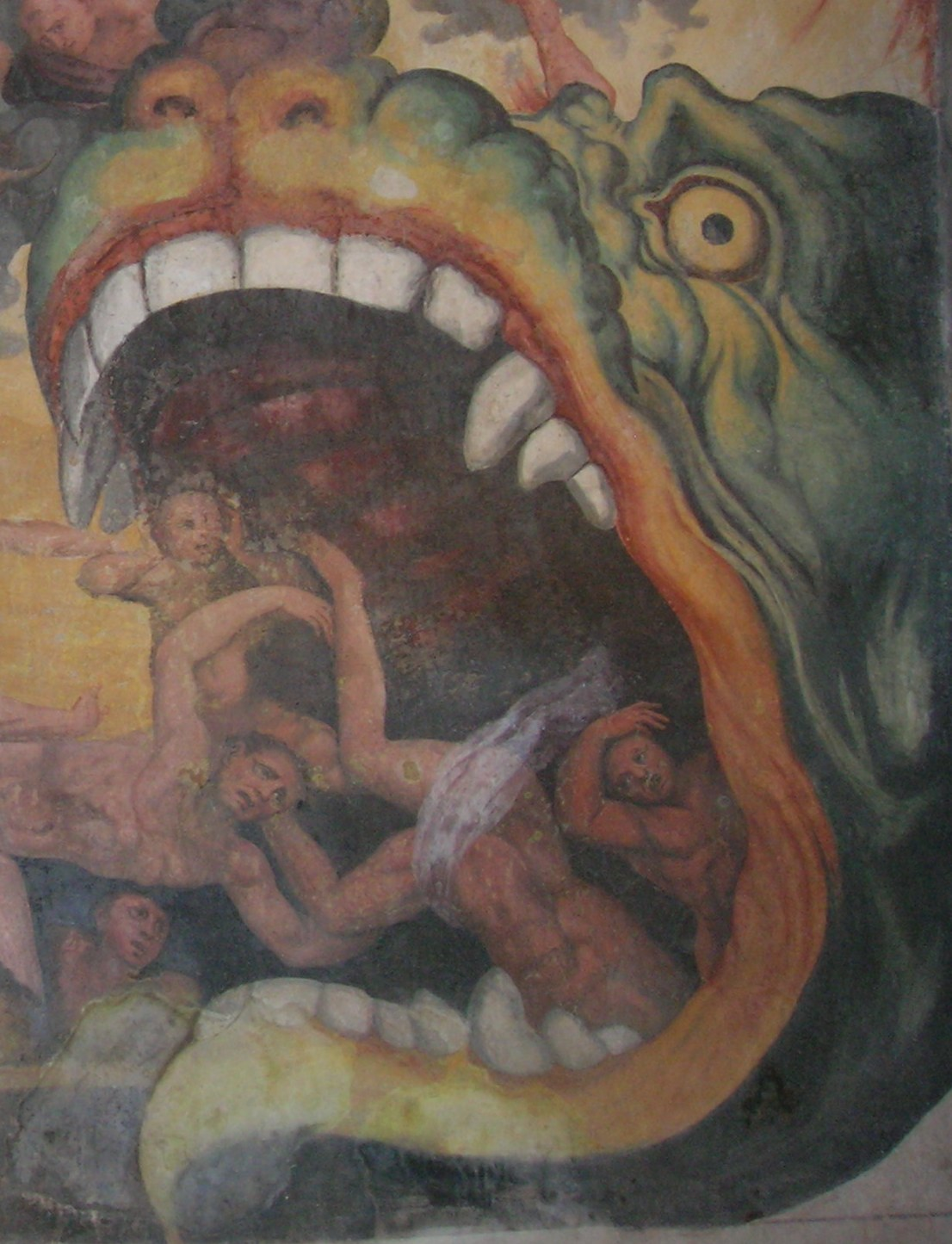
Leviathan als seelenfressender Drache

- Das Fegefeuer als Ort der Läuterung wird in der Bibel nicht genannt und kommt erst im 12. Jahrhundert in der detaillierteren Auseinandersetzung mit dem Jüngsten Gericht auf.[26] In einigen Visionen und Erscheinungen bitten Verstorbene darum, dass die Lebenden ihnen durch gute Taten und Gebete die Zeit im Fegefeuer verkürzen.
- Feuergrube
- Die Jenseitsbrücke kommt in vielen Variationen in den Visionen seit dem Frühmittelalter vor. Sie fungiert in vielen Fällen als Urteils- oder Probebrücke für die Seelen und kann dabei auch die Verbindung zwischen paradiesischen Regionen und den Straforten darstellen. Dabei wechselt oft nicht nur ihr Aussehen (z. B. mit Nägeln gespickt), sondern auch der sich unter ihr befindende Grund (z. B. brennender Fluss, Feuergrube, Hölle, Fegefeuer). In vielen Visionen seit dem 9./10. Jahrhundert (v. a. in irischem Einflussgebiet) ändert die Jenseitsbrücke bei Überquerung ihre Breite, was auf keltische Einflüsse verweisen könnte. Als Motiv erscheint die Jenseitsbrücke nicht nur innerhalb des Christentums, sondern auch in Überlieferungen der islamischen Eschatologie (as-Sirāt) und im Iran.[27]
- Ein Stachelfeld gehört ebenfalls zu den in vielen Visionen geschauten Orten. Zusätzlich wird in solchen Passagen oft beschrieben, dass die Seelen, die in ihrem Leben Gutes getan haben, ein Paar Schuhe erhalten, um dieses Feld zu durchqueren, die übrigen Seelen nicht.
- Seelenfressender Drache

### Ereignisse

#### Vorhaltung des eigenen Lebens
In vielen mittelalterlichen Sterbeberichten werden dämonische Angriffe geschildert. Oft halten die Dämonen dem Seher seine Sünden vor. In einigen Visionen treten Engel als Verteidiger der Seele auf. In neuzeitigen Sterbevisionen berichten die Seher teilweise von einer Art "Lebensfilm", in dem ihnen ihr bisheriges Leben meist sehr detailreich vor Augen tritt, wobei es in einigen Fällen zu einer eigenen Bewertung der bisherigen Lebensweise kommt. Solche Erlebnisse werden besonders bei Visionen infolge von Unfällen geschildert.

#### Strafen
Im Jenseits werden dem Seher häufig verschiedene Straforte und die damit verbundenen Strafen gezeigt. In einigen Fällen muss der Seher auch Strafen selbst erdulden. Teilweise sind die Verletzungen, die der Seele des Visionärs im Jenseits zugefügt wurden, nach der Vision angeblich noch einige Zeit sichtbar gewesen. So ist es auch bei Verletzungen aus sogenannten Prügelträumen. Sie sind der christlichen und der heidnischen Literatur bekannt und fanden auch Niederschlag in der Volkskultur des 16. und 17. Jahrhunderts. Ein christliches Beispiel ist der Prügeltraum eines Mönches, der seine Mitbrüder vom Kleiderluxus abbringen sollte, sich aber nach zwei Visionen noch nicht dazu hatte durchringen können, das Gesehene mitzuteilen. Der Mönch erhielt von einem Engel in der dritten Vision Schläge, deren Spuren auch nach der Vision noch zu sehen gewesen sein sollen. Danach erzählt er es dem Bischof, zeigt ihm die Wunden und erreicht so, dass dieser strengere Kleiderregeln durchsetzt.

### Personen
Oft wird die vom Körper getrennte Seele von einem Führer – meist einem Engel oder einem Heiligen – durch das Jenseits geleitet. In neuzeitlichen Visionen wird von Begegnungen mit Verwandten und Bekannten (oft Verstorbene) berichtet, in mittelalterlichen sind es dagegen öfter religiöse Leitfiguren. Wird von Begegnungen mit Verwandten berichtet, scheint der mittelalterliche Seher dem keine große Rolle zuzuschreiben. Die Zahl der nicht geleiteten Jenseitsreisen ist in der Neuzeit gestiegen.

### Konsequenzen aus der Vision
Die Visionäre zogen Konsequenzen aus ihren Erlebnissen. Häufig wurden sie in der Vision aufgefordert, anderen von dem Gesehenen zu berichten. In vielen Fällen ändert der Visionär daraufhin seine Lebensweise und tritt, zum Beispiel, in einen Orden oder stiftet ein Kloster. Visionäre Schilderungen gehören daher zu den Gründungslegenden vieler Klöster. Bei neuzeitlichen Visionen wurde ein Anstieg der allgemeinen Frömmigkeit festgestellt, der nicht an religiöse Vorstellungen der Kirche gebunden ist.

## Typen der Visionsliteratur
Es gibt verschiedene Methoden, die Visionsliteratur zu gliedern, daher können hier nur Beispiele vorgestellt werden.
Eine übersichtliche Einteilung bietet der literaturwissenschaftliche Ansatz nach Alessandro D’Ancona:
- Poetische Visionen – Ein Stoff wird in der literarischen Form einer Vision aufgeschrieben, ohne dass ein tatsächliches Erlebnis zugrunde liegen müsste.
- Politische Visionen – Sie gehen auf ein geschichtliches Ereignis, bzw. eine Person ein und verbinden damit eine (meist kritische) Tendenz. Dazu zählen unter anderem die Jenseitswanderung, die Versammlung von Verstorbenen und Gerichtsvisionen. Es können Texte mit und ohne realen Hintergrund sein. Höhepunkt dieser Gattung ist wohl die karolingische bis salische Epoche.
- Kontemplative Visionen – Sie beziehen sich inhaltlich vor allem auf Erbauung und Reue, weshalb fast alle mittelalterlichen Visionen in diese Kategorie gefasst werden können. Hauptthemen dieses Typus sind Christus- und Marienminne.

Peter Dinzelbacher unterscheidet (im Bezug auf mittelalterliche Visionen) zwei Typen:
- Typ 1: Schicksal der Seele im Jenseits, meist Einzelerlebnisse, hauptsächlich im frühen Mittelalter, mehr Männer
- Typ 2: Begegnung mit Jesus, unio mystica, Minne, Wundenschau, häufig mehrere Visionen, fast ausschließlich in Hoch- und Spätmittelalter

Eine weitere Methode ist die theologische Einteilung nach Augustinus.

## Probleme der Visionsliteratur
Eines der Hauptprobleme der Visionsliteratur ist die Übermittlung durch Dritte. Der Visionär erklärt häufig, wie unbeschreiblich das Erlebnis gewesen sei. In modernen Beschreibungen sind daher abstrakte Begriffe besonders oft vertreten.
Im Mittelalter waren die eigentlichen Visionäre häufig Analphabeten und konnten daher weder lesen noch schreiben. Aufgrund dessen hatten sie meist auch keinen Zugang zur Schriftkultur. Die Autoren, die die Vision dann nach Übermittlung aufgeschrieben haben, hatten häufig einen etwas anderen sozialen und kulturellen Hintergrund. Diese Autoren verändern die Vision bei der Niederschrift mehr oder weniger stark. In vielen Fällen ziehen sie Vergleiche zu biblischen oder literarischen Vorbildern, um verschiedene Aspekte der Vision zu verstärken oder erläutern. Dabei ist nicht immer eindeutig zu klären, welche Anteile ursprünglich zur Vision gehörten und welche nachträglich hinzugefügt wurden. Es liegt durchaus im Bereich des Möglichen, dass einzelne Visionen so weit verändert wurden, dass die originären Erlebnisse nicht mehr enthalten sind. Aus dem Spätmittelalter sind Texte bekannt, die formal einem Visionsbericht gleichen, aber nicht auf tatsächliche Erlebnisse zurückzuführen sind.
Eine besondere Ausnahme bieten die Visionen von Othloh, des "liber visionum" und Gottschalks. Die beiden ersten Visionäre haben ihre Schauungen selbst aufgeschrieben, wobei der "liber visionum" auch in dieser ersten Autorenfassung überliefert ist. Die Vision des Gottschalk ist dagegen von zwei verschiedenen Autoren schriftlich festgehalten worden. Auch die Übersetzung ins Lateinische kann den Inhalt des Geschauten verändert haben.
Eher neuzeitlich ist auch die Skepsis, mit der man Visionen begegnet. Auch die Kirche distanziert sich heutzutage weitgehend von Visionen mit religiösem Inhalt. Viele Visionen werden, zum Teil auch vom Seher selbst, als Halluzination abgetan. So distanzierte sich der Neurologe Ernst Rodin nachträglich von seinen Schilderungen und tat sie als toxische Psychose ab. Es ist schwierig, hier eine Trennung durchzuführen, vor allem vor dem Hintergrund, dass oft körperliche oder seelische Problemsituationen der Vision vorausgingen.
Angesichts dieser oft recht verschlungenen Wege der Entstehung und Rezeption der Visionsliteratur erfordert also jede Aussage über den Wahrheitsgehalt eines visionären Textes jeweils eine gründliche Analyse in Hinblick auf:
- Autor (Ist der Text vom Autor – unter welchen seelischen oder körperlichen Umständen? - selbst verfasst, diktiert oder ist er redaktionell überarbeitet, evtl. mit einem Klosterkollektiv oder einer anderen Interessengruppe im Hintergrund?)
- Zielpublikum (Wer sind direkte und indirekte Adressaten? An wen oder auch gegen wen richten sich die Aussagen?)
- literarische Gattung, Motive und Textstruktur (Was ist innerhalb einer bestimmten Gattung nötig, üblich oder auch nicht möglich? Was sind selbstgeprägte, lediglich übernommene oder aber auch eigenständig verarbeitete übernommene Motive? Welche Aussagekraft haben sie an ihrem jeweiligen Ort innerhalb der spezifischen Struktur eines Textes?)
- Zeitsituation (Welche Fragen bestimmten den geistigen Diskurs der Abfassungs- oder Rezeptionszeit? Wodurch waren die jeweiligen – u. a. auch gesellschaftlichen – Entstehungsbedingungen von „Visionsliteratur“ festgelegt?)
- Rezeption (Welche Interessen und Intentionen waren für die Rezeption eines Textes bestimmend?)
- Gegenwartsaspekt (Sind die gegenwärtigen Fragestellungen der Entstehungszeit eines Textes angemessen und inwiefern sind sie von heutiger Denkweise und Interessenlage bestimmt?)

Neben den innerliterarischen Problemen der Visionsliteratur gibt es noch einen weiteren Punkt, der mehr die praktische Seite betrifft: Die Handschriften wurden außer durch "normale" Ursachen (Feuer, Wasser, Wiederverwendung des Pergaments etc.) zusätzlich durch Unkenntnis oder sogar ideologische Voreingenommenheit im Zeitalter der Aufklärung dezimiert, da z. B. die josephinischen Beamten die Visionsliteratur nicht wertzuschätzen wussten und die Werke somit verkauft oder gar zerstört wurden.

## Ursachen und Voraussetzungen der Visionen

### Körperliche Ursachen
- Asketische Praktiken
- Fasten: Othloh hat eine seiner Visionen am Ende der österlichen Fastenzeit[45] Insgesamt lässt sich eine Häufung der Visionen in den Wochen vor Ostern beobachten.[46] Wollte man das Purgatorium Patricii durchwandern, musste man 14 Tage fasten und beten.[47]
- Schlafmangel
- Trance
- Zufügung von Schmerz (z. B. bei Heinrich Seuse)
- Krankheit: Bei Laien ist dieser Auslöser häufiger vertreten als asketische Übungen.[48]
- Nahtoderlebnisse: Hier ist festzuhalten, dass Visionen nicht an medizinischen Befunden oder den äußeren Umständen (Unfall, Krankheit etc.) festgemacht werden können. Insgesamt erleben die meisten Personen in solchen Situationen keine Vision[49].
- Drogen: Durch Drogen induzierte Visionen sind aus dem Mittelalter nicht bekannt.[50]

### Psychische Ursachen
Visionen werden in der Psychologie oft als Halluzination aufgefasst. Sie können durch Krisen und Konflikte ausgelöst werden und spiegeln Ängste und Wünsche des Visionärs wider. Hedwig Röckelein hebt bei der Untersuchung der Visionen Otlohs hervor, dass diese in einem engen Zusammenhang mit Konfliktsituationen und Spannungen in seinem sozialen Umfeld stehen. Das ist auch bei vielen anderen Visionären der Fall, wobei aber schon Papst Gregor I. Visionen von schlechten Träumen infolge von Sorgen und Problemen unterschied. Häufig ist nicht mehr zu entscheiden, ob Konflikte im Umfeld des Sehers Einfluss auf die konkreten Inhalte hatte, da darüber nicht berichtet wurde. In einigen Schilderungen, etwa der Vision Thurkills, wird durch die Bestrafung der Seele im Jenseits klar, welchen Vergehens der Betreffende sich schuldig gemacht hat.
Hildegard von Bingen erlebte ihre Visionen nach eigenen Angaben wach und mit offenen Augen, ohne dabei je in Ekstase gefallen zu sein.
Eine Untersuchung mittelalterlicher Visionsliteratur mit psychologischen Methoden könnte interessante Einblicke in die unbewussten Gefühle einzelner mittelalterlicher Menschen bieten. Frenken hat innerhalb einer psychologischen Untersuchung versucht, die biographischen Aspekte der Visionen und Handlungen von deutschen Mystikerinnen herauszuarbeiten und sieht in traumatischen Kindheitserfahrungen ein wichtiges Element solcher Erlebnisse.

### Sozialgeschichtliche Hintergründe
In der visionären Frauenliteratur des Mittelalters bis weit hinein in die Neuzeit ist nicht nur nach religiösen oder psychologischen Hintergründen zu fragen, sondern auch nach soziologischen. Wenn eine Frau sich zu Fragen der Theologie, der Politik oder des gesellschaftlichen Lebens öffentlich äußern wollte, standen ihr gemeinhin weder Lehrstühle noch Publikationsmittel zur Verfügung. Nur als Visionärin wurde ihr Gehör zuteil. So gibt es zahlreiche Visionen, in denen selbstbewusste Klosterfrauen die Gelegenheit ergreifen, mit Hilfe eines bildhaften, visionär-dialogischen Gesprächsstils in einer Art „narrativer Theologie“ am religiösen Diskurs ihrer Zeit teilzunehmen sowie auf ihre Klostergemeinschaft und ebenso auf die Kirche und die Gesellschaft einzuwirken. Besonders Beispiele der sogenannten „Erlebnismystik“ sind so stets auch literaturkritisch zu hinterfragen.